# Odpowiedzialność prawna
Odpowiedzialność prawna – określone prawem ujemne konsekwencje, sankcja wobec określonego podmiotu, związana z zaistnieniem negatywnie ocenianego stanu rzeczy. Pojęcie ogólnej odpowiedzialności prawnej jest przedmiotem sporów teoretycznoprawnych i jest dość rzadko stosowane w literaturze prawniczej. Znacznie częściej mówi się o poszczególnych postaciach odpowiedzialności prawnej, stosowanych w różnych gałęziach prawa (np. o odpowiedzialności cywilnoprawnej czy odpowiedzialności karnej).  
Sytuacje w których podmiot ponosi odpowiedzialność prawną są określane przez dany system prawny. W najprostszej sytuacji podmiot ponosi odpowiedzialność za własne czyny (np. za wyrządzenie szkody przez siebie). Prawo może jednak określać sytuacje w których podmioty ponoszą odpowiedzialność za czyny innych (np. rodzice ponoszą odpowiedzialność za swoje dzieci), a nawet za zdarzenia nie związane z działalnością ludzką (np. działania siły przyrody). 
Można wyróżnić także prawną odpowiedzialność roli, która nie dotyczy rozliczenia za popełnienie czynu, ale jest odpowiedzialność związaną z należytym pełnieniem określonej roli społecznych (w tym sensie rodzice są odpowiedzialni prawnie za dobro swoich dzieci).

## Odpowiedzialność prawna w innych systemach prawnych
Pojęcie odpowiedzialności w języku polskim odnosi się nie tylko do wszystkich gałęzi prawa, ale także do moralności (odpowiedzialność moralna). W innych językach europejskich zwykle funkcjonuje w tym miejscu kilka pojęć. 
W języku angielskim rozróżnia się responsibility i liability. Responsiblitity jest pojęciem ogólnym, używanym w języku potocznym i odnoszonym również do moralności. Liability jest natomiast pojęciem ściśle prawniczym, związanym z określonymi roszczeniami i zobowiązaniami. 
W języku niemieckim odróżnia się Verantwortung i Haftung. Verantwortung jest pojęciem ogólnym (język potoczny) oraz używanym na gruncie prawa karnego. Haftung odnosi się natomiast do zagadnień cywilnoprawnych. 

## Rodzaje odpowiedzialności prawnej

### Odpowiedzialność cywilna
Jest to możliwość zastosowania przymusu państwowego w postaci egzekucji majątkowej, wobec określonej osoby fizycznej lub prawnej, celem realizacji ciążącego na niej obowiązku. Jest najczęściej powiązana z długiem.
Ze względu na źródło powstania odpowiedzialności rozróżnia się odpowiedzialność kontraktową (z tytułu niewykonania lub nienależytego wykonania zobowiązania) i deliktową (za szkodę wyrządzoną czynem niedozwolonym).
Ze względu na zasadę ponoszenia odpowiedzialności rozróżnia się odpowiedzialność na zasadzie winy, odpowiedzialność na zasadzie ryzyka i odpowiedzialność na zasadzie słuszności.

### Odpowiedzialność karna
Odpowiedzialność karna to ponoszenie konsekwencji za określone czyny określone w prawie jako przestępstwo lub wykroczenie.

### Odpowiedzialność konstytucyjna
Odpowiedzialność konstytucyjna odnosi się do osób pełniących najwyższe stanowiska w państwie, a jej tryb określany jest najczęściej w konstytucji. Jest ona ponoszona za naruszenie ustawy konstytucyjnej i innych ważnych ustaw.